# Цуркан Олександр Олександрович
Цуркан Олександр Олександрович (Народився 14 липня 1938 року, с.Красний Кут Луганської області — науковець у галузі фармації, педагог, доктор фармацевтичних наук (1981), професор (1982), академік Міжнародної академії інформатизації при ООН (1994), завідувач Державної лабораторії з контролю якості лікарських засобів  Інституту фармакології та токсикології НАМН України    з 1999 по 2002 та з 2006 по 2012 рр.

## Напрямок наукових досліджень
Дослідження сучасних методів аналізу рослинних лікарських засобів та їх стандартизація

## Освіта
Закінчив Запорізький фармацевтичний інститут (1960)

## Кар'єра
Асистент кафедри фармацевтичної хімії, начальник цеху синтетичного ментолу Уманського вітамінного заводу Умань (1962—1963); аспірант кафедри фармацевтичної хімії Ленінградського хіміко-фармацевтичного інституту (1964—1967); асистент, доцент, завідувач кафедри біологічної, органічної та фармацевтичної хімії (1967-1969), завідувач кафедри фармацевтичної та токсикологічної хімії Рязанського медінституту імені І.П. Павлова  (1969-1996), начальник управління науки і техніки Держкоммедбіопрому України (1996-1999), завідувач Державної лабораторії з контролю якості лікарських засобів  Інституту фармакології та токсикології НАМН України  з 1999 по 2006 (з 2002 по 2006 р. обіймав посаду старшого наукового співробітника) та з 2006 по 2012 рр.

## Наукові здобутки
Автор понад 350 наукових і навчально-методичних праць, патентів і методичних рекомендацій. Підготував 1 доктора та 15 кандидатів фармацевтичних наук.

## Громадська  та наукова діяльність
1. Член редакційних колегій і редакційних рад періодичних видань:
- Науково-практичний журнал «Фармацевтичний журнал»
- Науковий журнал «Органічна та  фармацевтична хімія»
- Науково-практичний журнал «Фармакологія та лікарська токсикологія»
- Науково-практичний журнал «Фітотерапія»

2. Член Спеціалізованих Вчених рад  по захисту дисертацій здобуття наукового ступеня  
фармацевтичної справи та судова фармація:
•	Д 26.613.04 при  Національній медичній академії післядипломної освіти ім. П.Л.Шупика (м.Київ)
Працював у спецрадах — у м.Пермі, Москві, Рязані, Запоріжжі, Харкові. 
3. Вдруге обраний до Експертної комісії ВАК України.
4. Протягом 1999-2003 рр. читав курс фармацевтичної хімії в Національному медичному університеті імені О.О. Богомольця. Брав участь у організації фармацевтичного факультету в Київському медичному університеті Української асоціації народної медицини (1999) і читав у цьому Інституті курс фармацевтичної хімії (2003-2007).

## Основні праці
- Моніч Г.А., Цуркан О.О. Формування та реалізації маркетингової стратегії: основні проблеми та шляхи їх подолання
- А.В. Гудзенко, О.О. Цуркан, Т.В. Ковальчук. Дослідження препаратів та рослинних сумішей трави деревію звичайного (Achillea millefolium L.)
- Ковальчук Т.В., Гудзенко А.В., Цуркан О.О. Кульбаба лікарська (Taraxacum officinale): розробка методик аналізу флавоноїдів // Фітотерапія. Часопис. – 2006. – № 3. – С. 41–45.
- Цуркан О.О., Ковальчук Т.В., Гудзенко А.В. Дослідження вмісту похідних оксикоричної кислоти в сировині та препаратах кульбаби лікарської // Фітотерапія. Часопис. – 2007. – № 1. – С. 62–67.
- Цуркан О.О., Ковальчук Т.В., Гудзенко А.В. Дослідження екстрактів кульбаби лікарської // Фармацевтичний журнал. – 2007. – № 5. – С. 92–99.
- Цуркан О.О., Ковальчук Т.В., Гудзенко А.В. Кульбаба лікарська: розробка методик аналізу лікарської сировини // Фармацевтичний журнал. – 2006. – № 6. – С. 84–87.
- Цуркан О.О.